# Fluoracetaldehyd
Fluoracetaldehyd je fluorovaný derivát acetaldehydu. Funguje jako metabolický prekurzor fluoracetátu a 4-fluor-L-threoninu u bakterie Streptomyces cattleya.